# Bundesmeisterschaft des DFuCB 1898/99
Die Bundesmeisterschaft des DFuCB 1898/99 war die achte unter dem Deutschen Fußball- und Cricket Bund (DFuCB) ausgetragene Bundesmeisterschaft und wurde in einer Gruppe mit sechs Teilnehmern ausgespielt. Es ist nicht überliefert ob die Meisterschaft beendet wurde. Der BFC Vorwärts 1890 wurde zum zweiten Mal hintereinander Fußballmeister des DFuCB. Eine deutschlandweit ausgespielte deutsche Fußballmeisterschaft gab es noch nicht.

## Fußball
| Pl. | Verein                        | Sp. | S | U | N | Tore    | Diff. | Punkte |
| --- | ----------------------------- | --- | - | - | - | ------- | ----- | ------ |
| 1.  | BFC Vorwärts 1890 (M)         | 4   | 4 | 0 | 0 | 000:000 | ±0    | 08:0   |
| 2.  | BTuFC Columbia 1891 Adlershof | 2   | 1 | 0 | 1 | 000:000 | ±0    | 02:20  |
| 3.  | BFC Belle-Alliance 1897 A     | 2   | 0 | 1 | 1 | 000:000 | ±0    | 01:30  |
| 4.  | BFC Hertha 1892               | 1   | 0 | 0 | 1 | 000:000 | ±0    | 0:20   |
| 5.  | Berliner FC 1893              | 1   | 0 | 0 | 1 | 000:000 | ±0    | 0:20   |
| 6.  | BSC Merkur 1893               | 1   | 0 | 0 | 1 | 000:000 | ±0    | 0:20   |

| (M) | Titelverteidiger |

## Cricket
Es sind keine Angaben überliefert.